# القديسة جانجاه
القديسة جانجاه هي رواية من تأليف الكاتبان المغربيان عبد الإله الحمدوشي وميلودي الحمدوشي، والذان يعدان من رواد كتابة الرواية البوليسية في المغرب، ويرجع تخصص ميلودي حمديشي في كتابة هذا النوع من الأدب إلى عمله كرجل شرطة لسنوات طويلة.صدرت الرواية سنة 1999

## عن الرواية
صدرت رواية القديسة جانجاه عن دار عكاظ للطباعة والنشر بالرباط عام 1999، وهي الرواية البوليسية الثانية والأخيرة التي ألفها الكاتب الراحل ميلودي الحمدوشي بالاشتراك مع صديقه عبد الإله الحمدوشي بعد روايتهما المشتركة الأولى الحوت الأعمى، وقبل أن يتجه كلاهما للكتابة بشكل منفرد.

## موضوع الرواية
يغلب على رواية القديسة جانجاه الطابع البوليسي حيث تدور أحداث الرواية حول امرأة تدعى جانجاه تهوى التمثيل وتطمح إلى النجومية والشهرة، فتحاول المشاركة في بعض الأفلام، والتي لا تحقق النجاح المرجو لتختفي جانجاه بين يوم وليلة، ثم يعثر رجال الشرطة على زوج جانجاه قتيلا، ومن هنا يبدأ رجال الشرطة رحلتهم للبحث عن الجاني، ويكون أول المشتبه بهم هي جانجاه.

## شخصيات الرواية
جانجاه: بطلة الرواية، ممثلة طموحة تسعى للشهرة في عالم السينما، لكنها تختفي في ظروف غامضة بعد سلسلة من الإخفاقات، وتُصبح محور التحقيق في جريمة قتل زوجها.
الضابط يقظان: رجل شرطة يتولى التحقيق في القضية، يتميز بالذكاء والحدس، ويقود البحث لكشف ملابسات الجريمة.
المفتش عمر: مساعد الضابط يقظان، يزوّده بالمعلومات حول جانجاه ويشارك في التحقيقات الميدانية.

## الأعمال المقتبسة
في سنة 2008، تم تحويل الرواية إلى فيلم تلفزيوني مغربي بعنوان جانجاه من إخراج حسن غنجة، وكتب السيناريو عبد الإله الحمدوشي، وشارك في بطولته نخبة من الممثلين المغاربة، منهم عبد الله العمراني، يونس ميكري، أسماء الحضرمي، عبد الرحيم المنياري، كمال كاظمي، ومحمد الشوبي، محافظًا على جوهر القصة الأصلية، في تجربة نادرة ضمن السينما المغربية التي لا تقتبس كثيرًا من الأدب المحلي.

## أسلوب الرواية
تتميّز رواية القديسة جانجاه بأسلوب سردي بوليسي مشوّق، يجمع بين الواقعية والتحليل النفسي، ويعتمد على تقنيات التحقيق والتشويق لكشف خيوط الجريمة. يستخدم الكاتبان عبد الإله الحمدوشي وميلودي الحمدوشي لغة عربية سلسة ومباشرة، مع توظيف الحوار الداخلي والوصف الدقيق لإبراز التوترات النفسية للشخصيات، خاصة جانجاه والضابط يقظان. كما يتخلل النص سرد زمني متقطع يعكس تعقيد الأحداث، ويُضفي على الرواية طابعًا دراميًا يعكس الواقع الاجتماعي المغربي، مما يجعلها نموذجًا مميزًا في الأدب البوليسي العربي.

## نقد
حظيت أعمال الكاتب المغربي الراحل ميلودي حمدوشي بمتابعة نقدية واسعة، نظرًا لإسهامه النوعي في إثراء تجربة الرواية البوليسية المغربية، حيث يُعد من روّاد هذا الجنس الأدبي الذي لا يكتب فيه إلا القليل من الكتّاب. وقد أشار الناقد حسن إغلان إلى أن ريادة حمدوشي تستند إلى استراتيجية تجمع بين الممارسة الميدانية والكتابة الأدبية، إذ لا يكتفي بالتخييل، بل يستثمر تجربته السابقة في التحقيقات الأمنية كأفق سردي، مما يمنح أعماله طابعًا واقعيًا مميزًا. وتتميّز رواياته بالوضوح والدقة في الوصف، والجمل القصيرة، وعقلنة السرد، مع تجنّب التجريب اللغوي والانزياحات الأسلوبية، ما يجعلها كتابة تخييلية نابعة من الواقع الميداني، لكنها مشحونة بدلالات لغوية تعكس عمق التجربة الإنسانية.

## وصلات خارجية
- صفحة رواية القديسة جانجاه على موقع جود ريدز